# Piz Fliana
Piz Fliana är en bergstopp i Schweiz.   Den ligger i regionen Engiadina Bassa/Val Müstair och kantonen Graubünden, i den östra delen av landet, 200 km öster om huvudstaden Bern. Toppen på Piz Fliana är 3 281 meter över havet, eller 392 meter över den omgivande terrängen. Bredden vid basen är 1,7 km.
Terrängen runt Piz Fliana är huvudsakligen bergig. Runt Piz Fliana är det mycket glesbefolkat, med 5 invånare per kvadratkilometer.. Närmaste större samhälle är Scuol, 15,3 km öster om Piz Fliana. 
Trakten runt Piz Fliana består i huvudsak av gräsmarker.